# حاجي أباد (تشاراويماق)
حاجي أباد (بالفارسية: حاجی‌آباد) هي منطقة سكنية تقع في قسم تشاراويماق الجنوبي الغربي الريفي في إيران. يقدر عدد سكانها بـ 41 نسمة .